# Michail Dynnik
Michail Alexandrovič Dynnik (rusky Михаи́л Алекса́ндрович Ды́нник; 18. únorajul./ 1. března 1896greg. v Kyjevě – 16. března 1971 v Moskvě) byl sovětský filozof, historik filosofie, vysokoškolský pedagog, doktor filosofických věd, profesor Lomonosovovy univerzity.

## Životopis
Michail Dynnik se narodil v rodině advokáta. V roce 1919 absolvoval Kyjevskou univerzitu. V roce 1934 byl jmenován profesorem a 20. června 1958 byl zvolen členem-korespondentem Akademie věd Sovětského svazu. Byla mu udělena Stalinova cena (1943) za učebnici Dějiny filosofie.

## Publikace
- (rusky) «Диалектика Гераклита Эфесского» (1929)
- (rusky) «Очерк истории философии классической Греции» (1936)
- (ukrajinsky) «Філософія рабовласницького суспільства» (1941)

Překlady do češtiny
- Dějiny filosofie I-V. Za redakce M.A. Dynnika, Marka Mitina, Michaila Iovčuka, Teodora Ojzermana aj. 1. vyd. Praha: Státní nakladatelství politické literatury, 1959–1963. 5 svazků.
Je to překlad práce: «История философии» [6 томов] (1957-1965)